# Brau- und Getränketechniker
Brau- und Getränketechniker ist ein in Österreich anerkannter Beruf bzw. Ausbildungsberuf aus dem Berufsfeld Lebensmittelproduktion. Brau- und Getränketechniker erzeugen Bier sowie verschiedene andere alkoholische und nicht alkoholische Getränke.

## Berufsbild
Ein Hauptaufgabenfeld ist das Brauen von Bier, so verarbeiten sie etwa Braugerste, Malz und Hopfen zu Bierwürze. Steigende Bedeutung verzeichnet die Herstellung anderer Getränke aus vorgegebenen Rezepturen (z. B. Fruchtsäfte). Im Produktionsprozess reinigen, sortieren und lagern Brau- und Getränketechniker die Grundstoffe und bekämpfen eventuell auftretenden Schädlingsbefall. Für die meisten zur Getränkeherstellung notwendigen Arbeitsschritte verwenden sie Maschinen. In großen Produktionsbetrieben überwachen und kontrollieren sie vor allem einzelne Teilbereiche des Produktionsvorgangs. Brau- und Getränketechniker arbeiten vorwiegend in Großbetrieben der Brauerei- und Getränkeindustrie. Sie arbeiten mit Berufskollegen und anderen Mitarbeitern der Brauerei- und Getränkeindustrie zusammen.

## Ausbildung
Die Ausbildungsinhalte entsprechen den Anforderungen und Aufgaben des Berufs(bildes). In Österreich werden Lehrlinge drei Jahre im dualen Ausbildungssystem an Berufsschulen und in Lehrbetrieben ausgebildet. So erwerben sie theoretische und praktische Kenntnisse und Fertigkeiten, über die sie am Ausbildungsende die Lehrabschlussprüfung ablegen. Verwandte Lehrberufe können mit verkürzter Lehrzeit absolviert werden, wie z. B. Lebensmitteltechnik oder Produktionstechniker.
Zahlreiche fachspezifische Fort- und Weiterbildungsangebote stehen zur Auswahl, aber auch die Ausbildung zum Werkmeister in Österreich. Für Höherqualifizierungen an Kollegs, Fachhochschulen und Universitäten benötigt man die Berufsmatura (Berufsreifeprüfung), die sich aus der Lehrabschlussprüfung und vier weiteren Prüfungen zusammensetzt.